# 池莉
池 莉（ち り、1957年5月30日 - ）は、中華人民共和国の小説家。代表作に小説『紫陌紅塵』『一冬無雪』『午夜起舞』。現在は湖北省文聯副主席、武漢市文聯主席、中国作家協会会員、第10期全国人民代表大会の代表でもある。

## 略歴
1957年、湖北省仙桃市に生まれた。
1974年に高中を卒業した後、同年から五七幹部学校に下放され労働に従事。
1976年に冶金医專（現在の武漢科技大学）に入学し、1977年処女作詩歌は『武鋼文芸』掲載された。
1979年、武鋼の衛生處担当流行病の医師となった。同年、作品を発表し始めた。
1982年、25歳の時、短篇小説『月兒好』は『芳草』雜誌掲載された。
1983年、武漢大学中文系漢語言文学專業で造詣を深め。卒業後は『芳草』雜誌の編輯部の編輯となった。
1990年、武漢文学院に転職、專業作家に配属される。
1995年、武漢文学院院長に昇格。
2000年、武漢市文聯主席に当選。
2007年9月22日、湖北省文聯副主席に当選。

## 作品
- （中国語）『口紅』．江蘇文芸出版社．（2000ｰ10）．ISBN7539914645
- (中国語) 『立』. 長江文芸出版社. (2013-05-01). ISBN 9787535466105
- (中国語) 『石頭書』. 北京十月文芸出版社. (2013-07-01). ISBN 9787530212882
- (中国語) 『之無盡歳月』. 人民文学出版社. (2016-01-01). ISBN 9787020110780
- (中国語) 『漢口情景』. 江蘇文芸出版社. (2014-08-01). ISBN 9787539975733
- (中国語) 『所以』. 人民文学出版社. (2013-01-01). ISBN 9787020093915
- (中国語) 『来吧、孩子』. 作家出版社. (2008-06-01). ISBN 9787506343213
- (中国語) 『熬至滴水成珠』. 作家出版社. (2006-05-01). ISBN 9787506336192

### 日本語訳書
- 『初恋』、田畑佐和子訳、早稲田大学出版部、1994年
- 『ションヤンの酒家』、市川宏、池上貞子、久米井敦子共訳、小学館文庫、2004年
- 『太陽誕生』、池上正治訳
- 『口紅』、山本勉訳、創英社・三省堂書店

## 映像化

### 映画
- 『ションヤンの酒家（英語版）』(2002年、霍建起監督)

### テレビドラマ
- 『来来往往』(1998年)
- 『超越情感』(2001年) - 「小姐你早」が原作。
- 『口紅』（2001年）
- 『不谈爱情』(2007年)
- 『幸福来了你就喊』(2008年) - 「有了快感你就喊」が原作。

## 家族
- 女：亦池[3]